# Batenburg

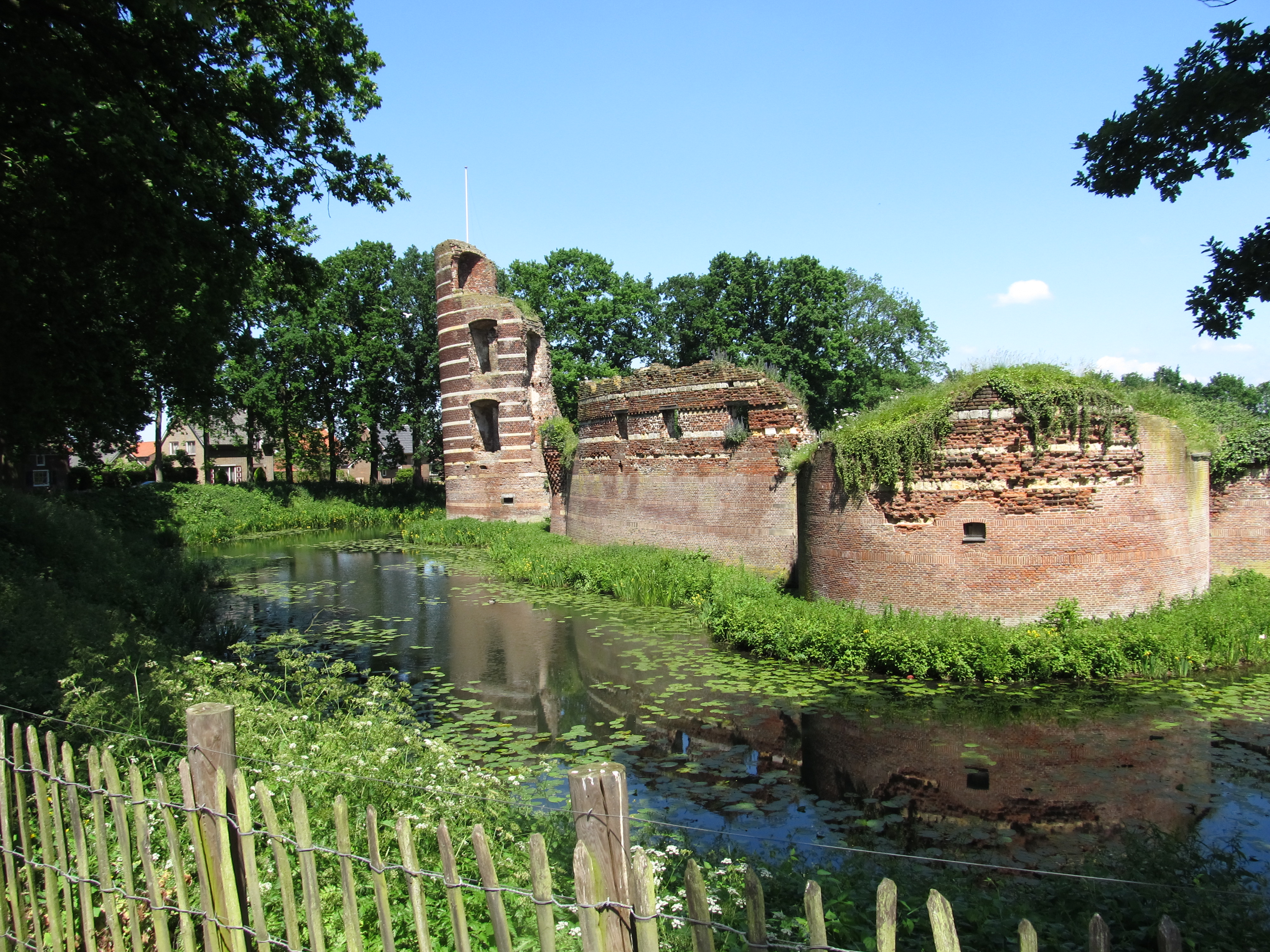
Batenburg: le rovine del castello

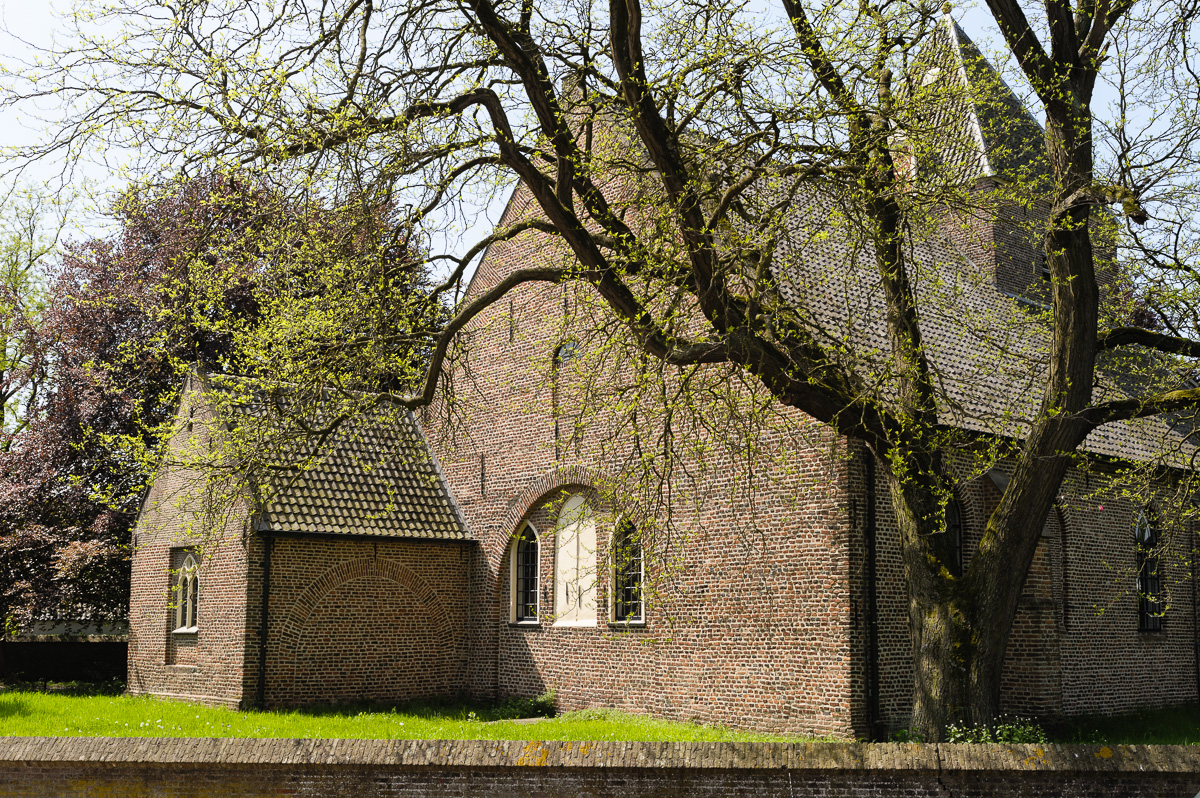
Batenburg: la chiesa protestante di San Vittorio

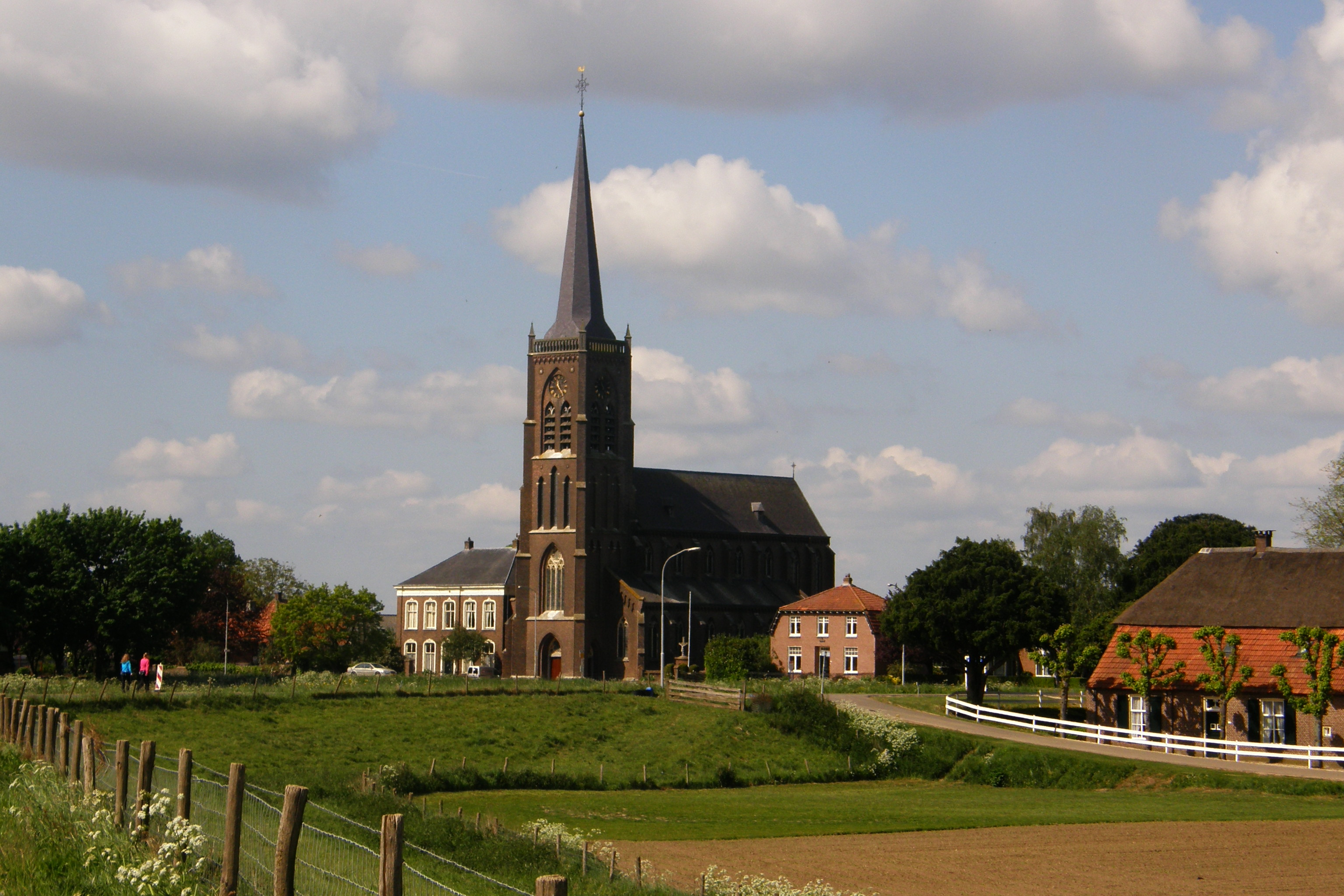
Batenburg: la chiesa cattolica di San Vittorio

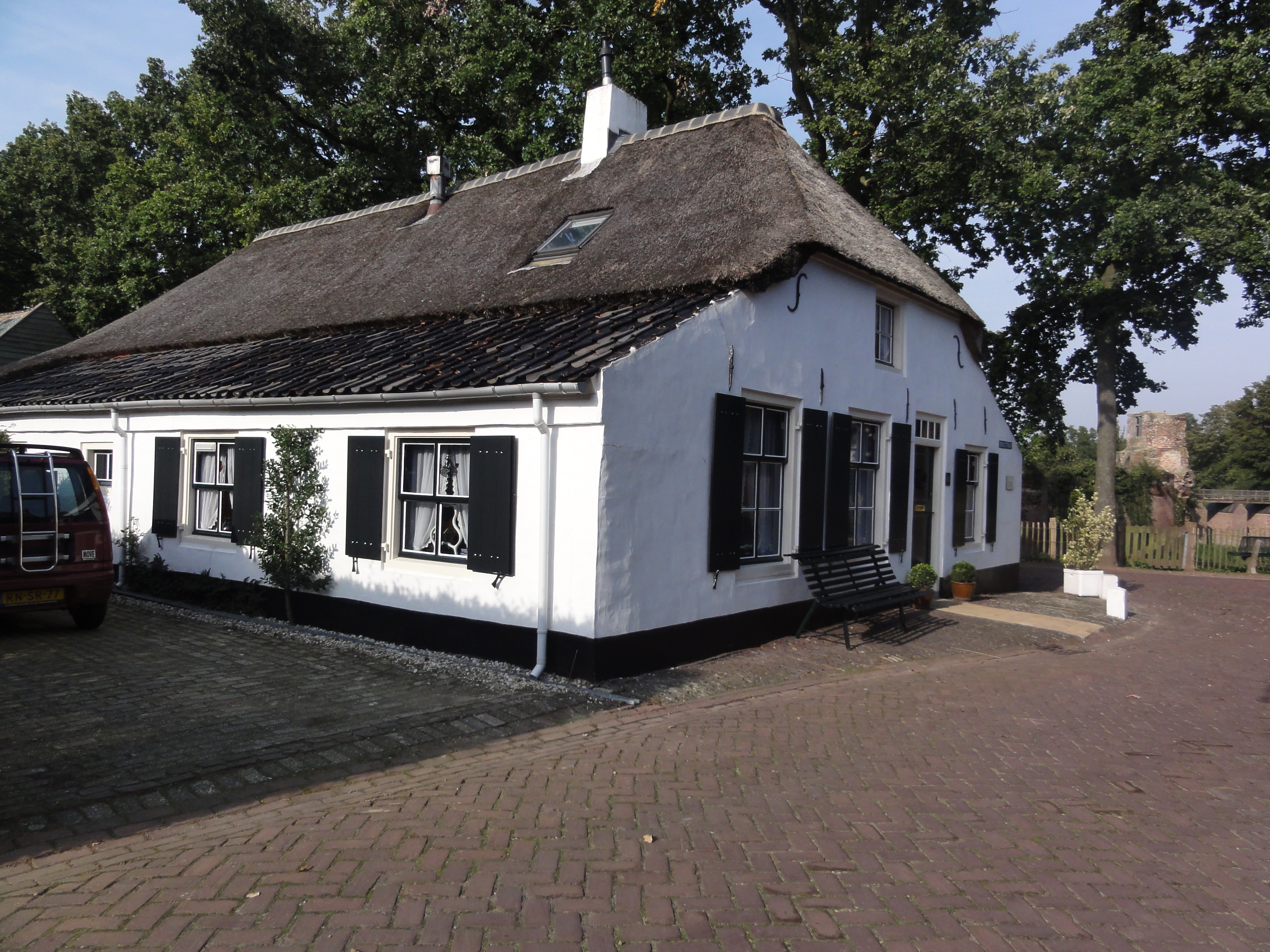
Edificio classificato come rijksmonument a Batenburg

Batenburg è una cittadina di circa 650 abitanti del sud-est dei Paesi Bassi, facente parte della provincia della Gheldria e situata lungo il corso del fiume Mosa, nella regione di Land van Maas en Waal. Dal punto di vista amministrativo, si tratta di un ex-comune, dal 1984 accorpato alla municipalità di Wijchen.

## Geografia fisica
Batenburg si trova a nord del corso del fiume Mosa, tra le città di Nimega ed Oss (rispettivamente ad ovest della prima e a nord-est della seconda) e, più nello specifico, tra le località di Wijchen ed Appelten (rispettivamente ad ovest della prima e ad est della seconda).

## Storia

### Dalle origini ai giorni nostri
La cittadina sorse probabilmente in epoca romana: dopo aver conquistato la località, i Romani eressero un tempio, dalle cui fondamenta sorse nel 327 d.C. il castello cittadino.
A partire dall'XI secolo, la città divenne dominio dei signori di Batenburg. Dopo la morte dell'ultimo discendente maschio di questo casato, avvenuta nel 1315, e in seguito al successivo matrimonio della figlia di quest'ultimo, Johanna, con un membro del casato di Bronckhorst, la località divenne un dominio del casato Bronckhorst-Batenburg.
Nel 1389, Batenburg ottenne parzialmente lo status di città.
Dopo la guerra tra i signori di Gheldria e gli Asburgo e tra i signori di Brabante e gli Asburgo, la cittadina finì sotto il dominio di quest'ultimi. Nel 1534, tornò però nelle mani del casato di Bronckhorst-Batenburg, quando fu riacquistata da Herman van Bronckhorst-Batenburg.
Quindi, sempre nel corso del XVI secolo, Batenburg fu coinvolta nelle sanguinose lotte tra cattolici e protestanti all'epcoca della Riforma. Batenburg fu in seguito coinvolta anche nella guerra degli ottant'anni, durante la quale, intorno al 1600, il castello cittadino fu gravemente danneggiato e dovette essere abbandonato.
Nel corso di questi avvenimenti, inoltre, Batenburg cambiò più volte proprietario.
In seguito, nell 1602, dopo la morte di Herman Diederik van Bronckhorst-Batenburg, che non aveva lascio eredi, si aprì nei decenni successivi una lunga lotta per la conquista della città.
Nel 1818, fu concesso a Batenburg, a dispetto delle ridotte dimensioni, lo status di comune.

### Simboli
Nello stemma di Batenburg, sormontato da una corona, sono presenti la croce di Sant'Andrea e quattro forbici da sarto di colore giallo su sfondo rosso. Attestato sin dal 1470 era lo stemma dei signori di Batenburg, di cui si hanno notizie sin dal XIII secolo.
Incerto è il significato delle quattro forbici che circondano la croce di Sant'Andrea: potrebbero significare i servizi offerti alla nobità romana oppure derivare dallo stemma di Gennep, i cui signori, i Van Genneps potrebbero essere stati in rapporti di parentela con i signori di Batenburg.

## Monumenti e luoghi d'interesse
Batenburg conta 24 edifici classificati come rijksmonumenten e 32 edifici classificati come gemeentelijke monumenten.

### Architetture religiose
A Batenburg sono sorte due chiese entrambe dedicate a San Vittorio, una di rito cattolico e una di rito protestante.

#### Chiesa protestante di San Vittorio
La chiesa protestante di San Vittorio, i cui interni risalgono al 1836, è sorta sulle rovine di una cappella tardo-gotica eretta nel 1443, in gran parte danneggiata nel corso della guerra degli ottant'anni.

#### Chiesa cattolica di San Vittorio
Più recente è la chiesa cattolica di San Vittorio:situata al nr. 1 di Molendijk, fu costruita nel 1875 su progetto dell'architetto C. van Dijk.

### Architetture militari

#### Castello di Batenburg
Principale monumento di Batenburg è il castello cittadino: sorto in un'epoca sconosciuta, probabilmte sulle rovine di un tempio romano, andò quasi completamente distrutto da un incendio nel 1794.

### Architetture civili

#### Standerdmolen
Altro edificio d'interesse è lo Standerdmolen, un mulino a vento risalente al XVIII secolo.
|  |

## Società

### Evoluzione demografica
La popolazione censita di Batenburg è pari a 655 abitanti, in maggioranza (50,38%) di sesso femminile.

## Geografia antropica

### Suddivisioni amministrative
Buurtschappen
- Den Hoef
- Laak
- Lienden.